# Pływanie na Letnich Igrzyskach Olimpijskich 1948
Pływanie na XIV Letnich Igrzyskach Olimpijskich – zawody pływackie rozegrane w ramach XIV Letnich Igrzysk Olimpijskich w Londynie w 1948 roku. Rywalizację w dniach 30 lipca – 7 sierpnia 1948 roku rozegrano zawody w jedenastu. Ogółem w zawodach wzięło 249 zawodników z 34 reprezentacji narodowych. Klasyfikację drużynową zwyciężyły Stany Zjednoczone z piętnastoma medalami.

## Tło zawodów
Pierwsze od dwunastu lat olimpijskie zawody pływackie rozegrano w Empire Pool (dzisiejsza Wembley Arena), który mieścił 8000 osób na widowni. Oryginalnie pływalnia została wybudowana jako miejsce rozgrywek pływackich podczas II Igrzysk Imperium Brytyjskiego w 1934 roku. Dlatego basen mający wymiary w jardach został skrócony do przepisowych 50 metrów dzięki wybudowaniu specjalnego podestu z drewna. Podczas zawodów widoczna była absencja zawodników z Japonii, którzy dominowali na olimpijskich basenach w Los Angeles w 1932 roku i w Berlinie w 1936 roku. Konkurencje męskie zostały zdominowane przez zawodników amerykańskich, podczas gdy w konkurencjach kobiecych supremacja została podzielona pomiędzy Stany Zjednoczone, Danię i Holandię.

## Tabela medalowa
| Miejsce | Państwo           | Złoto | Srebro | Brąz | Razem |
| ------- | ----------------- | ----- | ------ | ---- | ----- |
| 1.      | Stany Zjednoczone | 8     | 6      | 1    | 15    |
| 2.      | Dania             | 2     | 2      | 0    | 4     |
| 3.      | Holandia          | 1     | 0      | 2    | 3     |
| 4.      | Australia         | 0     | 2      | 2    | 4     |
| 5.      | Węgry             | 0     | 1      | 3    | 4     |
| 6.      | Francja           | 0     | 0      | 2    | 2     |
| 6.      | Wielka Brytania   | 0     | 0      | 1    | 1     |
| Razem   | Razem             | 11    | 11     | 11   | 33    |

## Wyniki

### Mężczyźni
| Konkurencja:                          | Złoto:                                                               | Czas    | Srebro:                                                  | Czas    | Brąz:                                                         | Czas    |
| 100 m stylem dowolnym (szczegóły)     | Walter Ris                                                           | 57,3    | Alan Ford                                                | 57,8    | Géza Kádas                                                    | 51,8    |
| 400 m stylem dowolnym (szczegóły)     | William Smith                                                        | 4:41,0  | James McLane                                             | 4:43,4  | John Marshall                                                 | 4:47,7  |
| 1500 m stylem dowolnym (szczegóły)    | James McLane                                                         | 19:18,5 | John Marshall                                            | 19:31,3 | György Mitró                                                  | 19:43,2 |
| 100 m stylem grzbietowym (szczegóły)  | Allen Stack                                                          | 1:06,4  | Robert Cowell                                            | 1:06,5  | Georges Vallerey Jr.                                          | 1:07,8  |
| 200 m stylem klasycznym (szczegóły)   | Joseph Verdeur                                                       | 2:39,3  | Keith Carter                                             | 2:40,2  | Robert Sohl                                                   | 2:43,9  |
| 4 × 200 m stylem dowolnym (szczegóły) | Stany Zjednoczone Walter Ris James McLane Wallace Wolf William Smith | 8:46,0  | Węgry Elemér Szatmári György Mitró Imre Nyéki Géza Kádas | 8:48,4  | Francja Joseph Bernardo René Cornu Henri Padou Alexandre Jany | 9:08,8  |

### Kobiety
| Konkurencja:                          | Złoto:                                                                  | Czas   | Srebro:                                                            | Czas   | Brąz:                                                                                           | Czas   |
| 100 m stylem dowolnym (szczegóły)     | Greta Andersen                                                          | 1:06,3 | Ann Curtis                                                         | 1:06,5 | Marie-Louise Linssen-Vaessen                                                                    | 1:07,6 |
| 400 m stylem dowolnym (szczegóły)     | Ann Curtis                                                              | 5:17,8 | Karen Harup                                                        | 5:21,2 | Catherine Gibson                                                                                | 5:22,5 |
| 100 m stylem grzbietowym (szczegóły)  | Karen Harup                                                             | 1:14,4 | Suzanne Zimmerman                                                  | 1:16,0 | Judy-Joy Davies                                                                                 | 1:16,7 |
| 200 m stylem klasycznym (szczegóły)   | Nel van Vliet                                                           | 2:57,2 | Beatrice Lyons                                                     | 2:57,7 | Éva Novák                                                                                       | 3:00,2 |
| 4 × 100 m stylem dowolnym (szczegóły) | Stany Zjednoczone Marie Corridon Thelma Kalama Brenda Helser Ann Curtis | 4:29,2 | Dania Eva Arndt-Riise Karen Harup Greta Andersen Fritze Carstensen | 4:29,6 | Holandia Irma Heijting-Schuhmacher Margot Marsman Marie-Louise Linssen-Vaessen Hannie Termeulen | 4:31,6 |